# Periodo védico

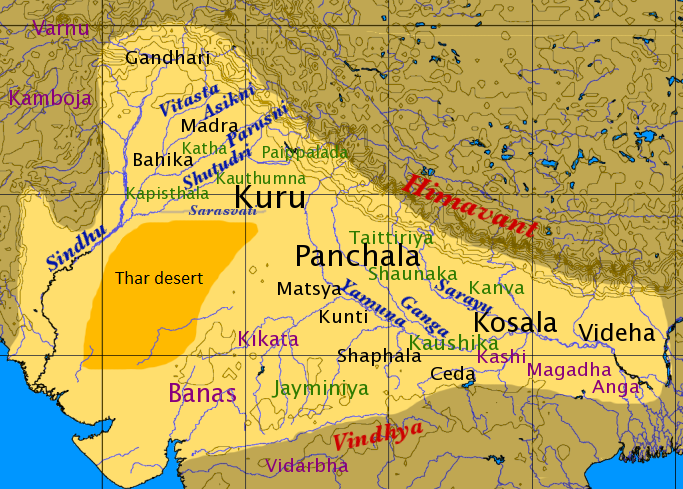
Mapa del norte de la India a fines del periodo védico.

El período védico (o era védica) es el período en el que se compusieron los Vedas, los textos sagrados más antiguos de los indoarios, que se comprende entre el final de la civilización del valle del Indo y la segunda urbanización, que comienza en la zona central de la llanura indogangética. Basándose en evidencia literaria, los científicos ubican esta época entre el año 1500 a. C. y el año 500 a. C.
La cultura relacionada con este periodo, a veces llamada «cultura védica», está centrada en las zonas norte y noroeste del subcontinente indio.
Su fase más antigua vio la formación de varios reinos.
En su fase más moderna (desde el 600 a. C.) vio el auge de los 16 pequeños reinos Majayanapadas, y que fueron sucedidos por el Imperio mauria (desde ca. 320 a. C.) la edad de oro, la era clásica de la literatura sánscrita, y los reinos medios de la India.
La edad védica temprana se data históricamente en la segunda mitad del segundo milenio a. C. Históricamente, después del colapso de la civilización del valle del Indo, que ocurrió alrededor de 1900 a. C., grupos de pueblos indoarios migraron al noroeste de la India y comenzaron a habitar el norte del valle del Indo. Los indoarios representaban un subgrupo que divergió de otras tribus indoiraníes en el horizonte de andrónovo antes de mediados del segundo milenio a. C. Los indoiraníes se originaron en la Cultura de Sintashta, de la cual surgió el posterior horizonte de Andronovo. Los indoarios migraron a través del área adyacente de Bactria-Margiana (actual norte de Afganistán) al noroeste de la India, seguido por el surgimiento de la cultura Yaz iraní en c. 1500 a. C., y las migraciones iraníes a Irán alrededor del 800 a. C.

## El «Rig-veda»
Con base en el desarrollo lingüístico de los textos de los cuatro Vedas se han reconstruido algunos detalles del principio de la historia de la India.
1. Etapa rigvédica: El Rig-veda se compuso oralmente a lo largo de varios siglos, y —excepto los capítulos más nuevos (la primera parte del 1 y todo el 10)—, debe de haberse terminado de completar hacia el 1000 a. C. Desde el punto de vista arqueológico, este periodo puede corresponder con la cultura de tumbas de Gandhara (entre Afganistán y el norte de Pakistán), la cultura del Cementerio H (en la región pakistaní de Panyab) y la cultura de la alfarería ocre coloreado, más cercanas a Irán. No hay evidencia lingüística o arqueológica ampliamente aceptada de una continuidad cultural directa desde la cultura del valle del Indo (en el sur de Pakistán).
2. Etapa mantra: corresponde a la Edad del Hierro temprana (hacia el 1000 a. C.) en el noroeste de la India.
3. Etapa samjita: se desarrolló aproximadamente entre el 1100 y el 800 a. C. Desde el punto de vista arqueológico, este periodo corresponde a la cultura de la alfarería gris pintada (de alrededor del 900 a. C.) y al corrimiento del centro político de la India —siempre sobre el río Ganges—, desde la región de los kurus hacia la de los panchalas.
4. Etapa de la prosa bráhmana: se desarrolló aproximadamente entre el 900 y el 600 a. C..
5. Etapa sutra: último estrato del sánscrito védico, hacia el 500 a. C.

### El sánscrito épico y el sánscrito de Pánini
El idioma de los textos épicos Majábharata y Ramaiana, y el sánscrito clásico descrito por el gramático Pánini ―después del 400 a. C.― se considera un idioma diferente del sánscrito védico.
Desde el punto de vista arqueológico, este periodo corresponde a la rápida difusión de la alfarería pulida negra del norte por todo el norte de la India.
Esta también fue la época de los principios del Vedānta, y también la aparición de Gautama Buda, y del idioma pali en que se escribieron las escrituras budistas.
Desde el punto de vista arqueológico, este periodo corresponde a la cultura de la alfarería gris pintada y al corrimiento del centro político de la India, desde los kurus hacia los panchalas, sobre el río Ganges.
Sólo existen registros históricos después del final del periodo védico, y fueron muy escasos a lo largo de la Edad Media en la India.
El fin la India védica estuvo marcado por cambios culturales, lingüísticos y políticos.
La gramática de Panini marca el apogeo de la codificación de los textos sutras y representa al mismo tiempo el comienzo del sánscrito clásico.
La invasión de Darío I al valle del río Indo a principios del siglo VI a. C. marcó el comienzo de las influencias externas, continuado por los reinos de los indogriegos, nuevas olas inmigratorias desde el 150 a. C. (los ábhiras, los shakas), los kushanes y finalmente los sultanes islámicos.
La fuente histórica más importante de la geografía de la India posvédica es el historiador griego Flavio Arriano (II siglo d. C.) cuyos informes se basaban en Megástenes, el embajador mauria en Patna.

## Periodo rigvédico
El origen de la cultura védica y su relación con la cultura del valle del río Indo (en Pakistán), la cultura de tumbas de Gandhara (en Afganistán) y la migración indoaria sigue siendo controvertido (ver teoría de la invasión aria) e influido por la política en la sociedad india, generando disputas (ver la teoría Out of India acerca de la historia de la cultura védica.
El Rig-veda es fundamentalmente una colección de himnos religiosos, con alusiones (aunque ninguna explicación) de varios mitos e historias, principalmente en los libros menos antiguos: el libro 1 y 10.
Los himnos más antiguos —posiblemente entre los libros 2 y 7 (aunque algunos sostienen que el libro 9, el «Soma-mandala» es aún más antiguo)—, contienen muchos elementos heredados de una sociedad prevédica indoirania.
Por eso es difícil definir el comienzo preciso del periodo védico, ya que emerge sin costuras desde la era que le precede.
Además, debido a la naturaleza seminómade de la sociedad descrita, no se puede localizar claramente, y en su fase más temprana describe a tribus que esencialmente estaban en movimiento.
Los arios rigvédicos tienen mucho en común con la cultura de Andrónovo ―de la que se cree que fue el sitio de los primeros carros tirados por caballos―, con los reinos Mittanni y con los antiguos iranios.

### Organización política
Las unidades políticas de los primeros arios védicos nómades era
- yana (grupo de gente) o "krishti"
- vish (subdivisión del anterior), dirigido por un vish-pati
- grama (literalmente ‘aldea’, aunque se refiere a un carro tirado por bueyes o caballos, ocupado por una familia), la unidad más pequeña. Era dirigido por un gramani (el varón padre de familia).

El rashtra (provincia) era gobernado por un rayan (‘rey’, jefe, líder).
A veces al rey se lo llamaba gopa (‘protector’) y ocasionalmente samrat (jefe supremo).
Era elegido de entre los miembros de los rayania (la casta hereditaria real, que después se convertiría en la casta chatría de guerreros).
Había varios tipos principales de reuniones políticas: vidhata y "sabha".
Gana era la asamblea no monárquica que era paralela a las asambleas monárquicas de ese periodo, lideradas por Yieshtha (que en textos budistas se llama Jettaka).
El sabha, que se situaba fuera del asentamiento, estaba restringido únicamente a los vratias (bandas de bráhmanas y chatrías errantes en busca de ganado, con una esposa en común pums-chalí (‘que corre tras los hombres’, prostituta) mientras que los vidatha tenían un ritual de distribución del botín
La tarea principal de un rey era proteger a su tribu.
Recibía la ayuda de varios funcionarios, que incluían un puro jitá (capellán) y un senani (jefe del ejército, siendo sena: ‘ejército’).
El primero no sólo aconsejaba al gobernante, sino que también era su cochero y practicaba hechizos y encantamientos para triunfar en la guerra.
Eran comunes los soldados a pie (patti) y en carros (rathin), armados con arco y flecha.
El rey empleaba spaś (espías) y duta (mensajeros).
Recaudaba impuestos (originalmente regalos ceremoniales, bali) del pueblo que tenía que redistribuir.

### Sociedad y economía

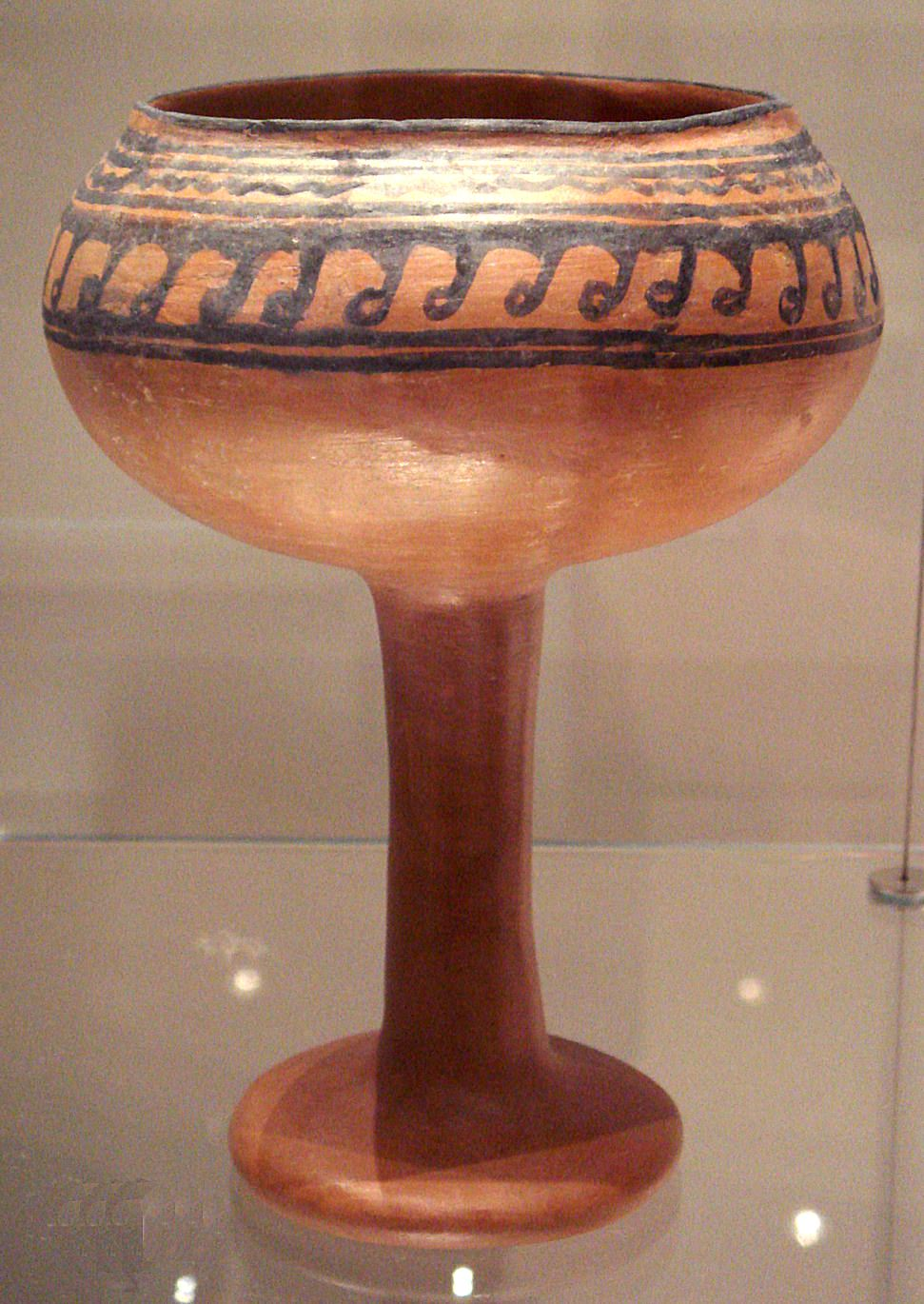
Goblet de cerámica de Navdatoli (Malwa), hacia el 1300 a. C..

El concepto de varna] (clase) y las reglas del matrimonio eran rígidos, como se desprende de los versos védicos (RV 10.90, W. Rau 1957).
El estatus de los Brahmins y Kshatriyas era más elevado que el de los Vaishyas y Shudras.
Los brahmanes estaban especializados en crear poesía, preservar los textos sagrados y llevar a cabo diversos tipos de rituales.
Funcionando como liderazgo intelectual, también restringían la movilidad social entre los varnas, como en los campos de la ciencia, la guerra, la literatura, la religión y el medio ambiente.
La correcta enunciación de los versos en el ritual se consideraba esencial para la prosperidad y el éxito en la guerra y las cosechas.
Los Kshatriyas amasaban riquezas (ganado), y muchos encargaban la realización de sacrificios.
Los kshatriyas ayudaban a administrar el sistema político, mantenían la estructura de la sociedad y la economía de una tribu, y ayudaban a mantener la ley y el orden.
En el período védico primitivo, las tres clases superiores, brahmanes, kshatriyas y vaishyas, se consideraban arya -relativamente- iguales, pero en la época védica posterior, los brahmanes y los kshatriyas se convirtieron en la clase superior.
Los Vaishyas eran pastores y agricultores; los Shudras eran la clase baja; incluían a los artesanos y estaban destinados a servir a las tres clases superiores
Como el sistema de castas estaba muy arraigado, había muchas restricciones y normas que debían cumplirse.
El ganado gozaba de gran estima y aparece con frecuencia en los himnos rigvédicos; a menudo se comparaba a las diosas con las vacas y a los dioses con los toros.
La agricultura fue ganando importancia con el tiempo, a medida que la comunidad se iba asentando en la época post-rigvédica.
La economía se basaba en el bartering con ganado y otros objetos de valor como la sal o los metales.
Las familias eran patrilineales, y se rezaba por la abundancia de hijos.
La sociedad estaba estrictamente organizada en un sistema de cuatro varna (clases, a distinguir de la casta, jati).

## Prácticas religiosas védicas
Artículos principales: Religión védica histórica, Astrología védica
Las formas védicas de creencia son las precursoras del hinduismo moderno.
Los textos que se considera que datan del periodo védico son principalmente los cuatro Vedas, pero también se consideran védicos los Brahmanas, los Aranyakas y los Upanishads más antiguos, así como los Shrautasutras más antiguos.
Los Vedas registran la liturgia relacionada con los rituales y sacrificios realizados por los 16 o 17 Shrauta sacerdotes y los purohitas.
Los rishis, los compositores de los himnos del Rigveda, eran considerados poetas y videntes inspirados (en la época postvédica entendidos como «oyentes» de un Veda eternamente existente, Śrauta significa «lo que se oye»).
El modo de adoración era la realización de sacrificios que incluían el canto de versos Rigvédicos (ver canto védico), el canto de Samans y el 'murmullo' de mantras de ofrenda (Yajus).
Los sacerdotes ejecutaban rituales para las tres clases superiores (varna) de la sociedad védica, excluyendo estrictamente a los sudras.
La gente ofrecía por la abundancia de lluvia, ganado, hijos, larga vida y la obtención del «cielo».
Las principales deidades del panteón védico eran Indra, Agni (el fuego de los sacrificios), y Soma y algunas deidades del orden social como Mitra-Varuna, Aryaman, Bhaga y Amsa, más deidades de la naturaleza como Surya (el Sol), Vayu (el viento), Prithivi (la tierra).
Las diosas incluían a Ushas (el amanecer), Prithvi y Aditi (la madre de los dioses Aditya o a veces la vaca).
Los ríos, especialmente Saraswati, también eran considerados diosas.
Las deidades no eran consideradas todopoderosas.
La relación entre los humanos y la deidad era de transacción, y Agni (el fuego de los sacrificios) desempeñaba el papel de mensajero entre ambos.
Siguen siendo visibles fuertes rastros de una religión común Indo-Iranian, especialmente en el culto Soma y el culto al fuego, ambos conservados en el Zoroastrismo.
El Ashvamedha (sacrificio de caballos) tiene paralelos en el 2.º milenio a. C. cultura Andrónovo, en Roma y en la antigua Irlanda, se continuó en la India hasta al menos el siglo IV  d. C.. y revivió bajo Jay Singh en 1740 d. C.
La religión védica evolucionó hacia los caminos hindúes del Yoga y el Vedanta, un camino religioso que se consideraba a sí mismo la «esencia» de los Vedas, interpretando el panteón védico como una visión unitaria del universo con «Dios» (Brahman) visto como inmanente y trascendente en las formas de Ishvara y Brahman.
Estos sistemas de pensamiento postvédicos, junto con textos posteriores como los Upanishads y las epopeyas (en particular el Gita del Mahabharat), se han conservado íntegramente y constituyen la base del hinduismo moderno.
Las tradiciones ritualistas de la religión védica se conservan en la tradición conservadora Śrauta, en parte con la excepción del sacrificio de animales, que fue abandonado en su mayoría por las castas superiores a finales del período védico, en parte bajo la influencia de las religiones Budista y Jain, y su crítica de tales prácticas.

## El periodo védico posterior
La transición del periodo Védico temprano al tardío estuvo marcada por el surgimiento de la agricultura como la actividad económica dominante y la correspondiente disminución de la importancia de la cría de ganado.
Varios cambios fueron de la mano con esto.
Por ejemplo, varios grandes reinos surgieron debido a la creciente importancia de la tierra y el comercio a larga distancia.
El periodo védico tardío, a partir del 500 a. C. aproximadamente, se funde más o menos perfectamente con el periodo de los Reinos Medios de la India conocido por las fuentes históricas.

### Reinos
El periodo védico tardío estuvo marcado por el surgimiento de los dieciséis Mahajanapadas' a los que se refiere parte de la literatura.
El poder del rey y de los Kshatriyas se incrementó enormemente.
Los gobernantes se daban a sí mismos títulos como ekarat (el único gobernante), sarvabhauma (gobernante de toda la tierra) y chakravartin ('el que mueve la rueda').
Los reyes realizaban sacrificios como rajasuya (consagración real), vajapeya (incluida una carrera de cuadrigas) y, para lograr el dominio supremo sobre otros reyes, el ashvamedha (sacrificio de caballos).
La ceremonia de coronación era un gran acontecimiento social.
Además del purohita y el senani, participaban varios funcionarios.
El papel del pueblo en la toma de decisiones políticas y el estatus de los vaishyas como tales disminuyó considerablemente.